# Aničča
Aničča (pálí), anitja (sanskrt), mi rtag pa (tibetsky), 無常 (čínsky: wú-čcháng; japonsky: mudžó), znamená pomíjivost, nestálost. Podle buddhismu se jedná o jednu ze tří základních charakteristik veškeré existence (kromě nirvány, která jako jediná není ničím podmíněná, a proto je trvalá). Ostatní dvě jsou strastiplnost (dukkha) a neindividuálnost (anattá), které z pomíjivosti vyplývají. Vše neustále vzniká a zaniká, proto jakékoliv ulpívání a touha na tom, co je pomíjívé, jsou zároveň i strastiplné, a jsou proto bezpodstatné. 
Aničča je přirozený zákon celého univerza. Všechno – mysl i hmota – je podrobeno neustálé změně. Z pohledu zákona karmy (zákona příčiny a následku) je vše podmíněno předchozími příčinami a následně vše je příčinou dalších následků. Proto, vše existující je věčně měnícím se proudem. Vše, co vzniklo, je také podrobeno zániku. 
Avšak aničča sama o sobě není příčinou utrpení, ale ulpívání a touha po tom, co je nestálé a musí jednoho dne zaniknout. Slova Buddhy Gautamy znějí: „Všechny složené věci podléhají změně, usilujte s vytrvalostí (o konečné vysvobození).“
To, co obvykle považujeme za věci, jsou ve skutečnosti procesy. Hmotné věci, ačkoli vypadají trvale a solidně, jsou vlastně soubory pomalu probíhajících chemických reakcí a fyzikálních procesů. Stejně tak buňky, kterými je tvořeno lidské tělo, neustále zanikají a jsou nahrazovány novými. Podobně i mysl je jen proměnlivý proud vědomí. 
Pomíjivost se vztahuje i na samotný buddhismus. Jednou bude Buddhova nauka zapomenuta a svět bude muset čekat dlouhé věky, než se objeví nový sammásambuddha, který znovu odhalí cestu k nirváně. To dává buddhistům vědomí naléhavosti, protože není jisté, jestli se znovu narodíme v lidské podobě ještě před zánikem buddhismu.
Na druhou stranu, pomíjivé je i každé utrpení a také každý karmický následek. Na rozdíl od jiných náboženství, v buddhismu neexistuje věčné zatracení. Pomíjivá je i samotná samsára, což dává naději, že jednou všechny bytosti dosáhnou nirvány.
(pozn.: pojmy jsou uváděny v pálí, není-li uvedeno jinak)